# Guided MLRS
Bei Guided MLRS (Multiple Launch Rocket System) (GMLRS, M30, M31) handelt es sich um eine Familie von präzisionsgelenkten Boden-Boden-Raketen für die MLRS- und HIMARS-Mehrfachraketenwerfer mit einer Reichweite von 70 bis 150 km.

## Beschreibung

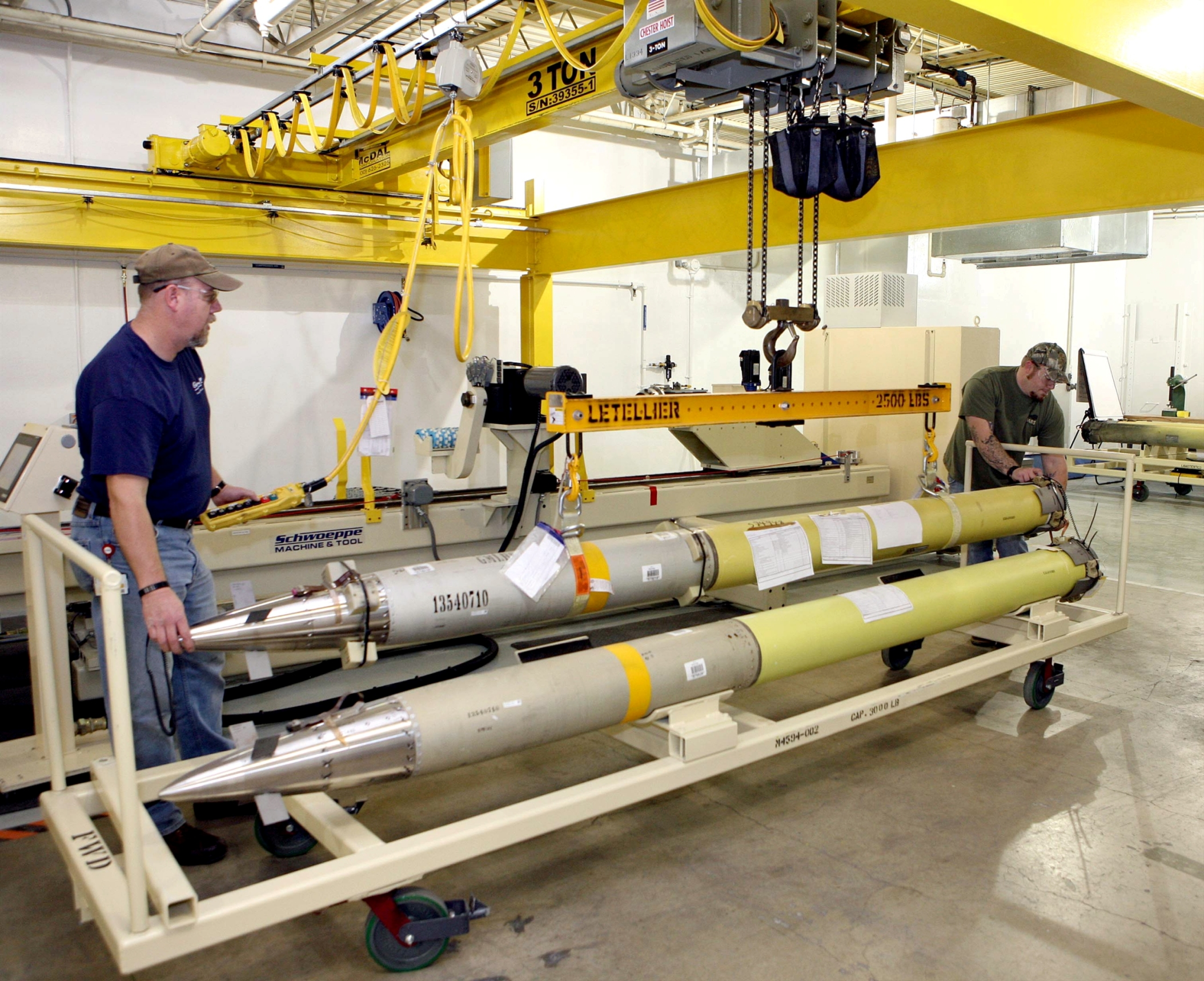
GMLRS-Raketen

GMLRS-Raketen verfügen über GPS- und INS-Positionsbestimmung und Lenkmechanismen und sind dadurch während des Fluges manövrier- und insbesondere korrekturfähig. Dies ermöglicht einen Streukreisradius (CEP) von 10 bis 15 Metern, in neueren Varianten nur 2 bis 3 Metern, unabhängig von der Schussdistanz. Um eine GPS-Lenkung auch im Fall von feindlichen elektronischen Gegenmaßnahmen mit GPS-Jammern und -Spoofern so weit wie möglich sicherzustellen, wurde ein NavStrike-Empfänger von BAE Systems verwendet, welcher über elektronische Schutzmaßnahmen verfügt (u. a. SAASM).
Durch die aktive Lenkung muss die Flugbahn der Rakete nicht der üblichen ballistischen Wurfparabel folgen, es kann zum Beispiel ein exakt vertikaler Endanflug programmiert werden. Dies ist insbesondere in gebirgigen oder urbanen Umfeldern vorteilhaft, da Berge und hohe Gebäude die Flugbahn kaum noch blockieren können.
Alle Varianten weisen einen Durchmesser von 22,7 cm auf, sind 394 cm lang und wiegen etwa 300 kg. Das Feststoffraketentriebwerk erlaubt Überschallgeschwindigkeit, der Einschlag erfolgt bei etwa Mach 2,5. Neuere Produktions-Lose verfügen außerdem über einen verbesserten Raketenmotor, der gegenüber äußeren Einflüssen weniger empfindlich ist (Insensitive Munition). Die minimale Schussdistanz beträgt etwa 15 km. Der Stückpreis soll etwa 100.000 US-Dollar betragen.

## GMLRS-Raketen
Seit der Einführung 2005 wurden mehrere GMLRS-Varianten entwickelt. GMLRS können von M270 MLRS (ab der Version M270A1) und von M142 HIMARS verwendet werden. Die Raketen der M30 und M31 Serie sind bis auf den Gefechtskopf und den Zünder identisch. Bis zum 1. Dezember 2021 wurden 50.000 GMRLS-Raketen produziert. Die jährliche Produktion liegt bei mehr als 9.000 Raketen. Die Raketenpods enthalten jeweils sechs baugleiche GMLRS-Raketen.
- M30 mit 404 M101-Hohlladungs-Bomblets. Reichweite: 15–84 km. 3.936 Stück wurden zwischen 2004 und 2009 produziert, dann wurde die Produktion auf M30A1 umgestellt.[10] Die M30 wurde nie bei Kampfhandlungen eingesetzt und die verbliebenen M30 werden auf M30A1 oder M31A1 umgerüstet.[12]
- M30A1 Alternative Warhead (AW). Reichweite: 15–84 km. M30-Rakete mit Splittergefechtskopf, welcher ca. 182.000 vorgeformte Splitter aus Wolfram enthält.[13] Bis auf Gefechtskopf und Zünder baugleich mit der M31A1. Die Produktion der M30A1 begann 2015.[10][12]
- M30A2 Alternative Warhead (AW). Reichweite: 15–84 km. Verbesserte M30A1 mit Insensitive Munition Propulsion System (IMPS). Seit 2019 die einzige M30-Variante in Produktion.[14]
- M31 Unitary Warhead. Reichweite: 15–84 km. Bis auf Gefechtskopf und Zünder baugleich mit der M30. Eingeführt in der Truppe 2005. Der 90-kg-Splittergefechtskopf wird von General Dynamics produziert und enthält 23 kg PBX-109-Sprengstoff.[15]
- M31A1 Unitary Warhead. Reichweite: 15–84 km. Verbesserte M31, mit neuem Multi-Mode-Zünder mit Aufschlagzünder, Verzögerungszünder und zusätzlich hinzugefügtem Näherungszünder.[16]
- M31A2 Unitary Warhead. Reichweite: 15–84 km. Verbesserte M31A1 mit Insensitive Munition Propulsion System (IMPS). Seit 2019 die einzige M31 Variante in Produktion.
- ER-GMLRS-Raketen mit verbesserter Reichweite von bis zu 150 km. ER-GMLRS-Raketen unterscheiden sich von den Raketen der M30/M31-Serie durch einen leicht vergrößerten Motor, eine neu entwickelte Form, und eine Verschiebung der als aerodynamische Steuerflächen wirkenden Flossen von der Raketenspitze ans Raketenheck. Die Raketen werden weiterhin mit Alternative- oder Unitary-Gefechtsköpfen produziert und gleich den GMLRS-Raketen in Pods zu sechs identischen Raketen ausgeliefert.[17] Der erste erfolgreiche Flug einer GMLRS-ER fand im März 2021 statt.[18] Lockheed Martin plant mit einer niedrigen Anfangsproduktion für 2023 und einer vollen Operationsbereitschaft für 2025.[19] Im Jahr 2022 bestellte Finnland als erster ausländischer Kunde ER-GMRLS-Raketen.[20]

## Nutzer
- Deutschland: 1.818 Stück
- Finnland
- Griechenland
- Italien
- Norwegen
- Türkei
- Ukraine
- Vereinigte Staaten
- Vereinigtes Königreich